# Юрьевка (деревня, Москва)
Юрьевка — деревня в Троицком административном округе Москвы  (до 1 июля 2012 года была в составе Подольского района Московской области). Входит в состав района Вороново.

## Население
| 1859 | 1890 | 1899 | 1926 | 2002 | 2006 | 2010 |
| ---- | ---- | ---- | ---- | ---- | ---- | ---- |
| 125  | ↗231 | ↗242 | ↗305 | ↘5   | ↗6   | ↗23  |

Согласно Всероссийской переписи, в 2002 году в деревне проживало 5 человек (2 мужчин и 3 женщины). По данным на 2005 год в деревне проживало 6 человек. Сейчас проживает 5 тысяч 23 человека

## География
Деревня Юрьевка расположена в западной части Троицкого административного округа, на левом берегу реки Мочи примерно в 31 км к юго-западу от центра города Подольска. В 3 км к востоку от деревни проходит Калужское шоссе А130, в 11 км к северо-востоку — Московское малое кольцо А107, в 5 км к югу — Большое кольцо Московской железной дороги.
К деревне приписаны 4 садоводческих товарищества (СНТ), дачное партнёрство (ДНП) и товарищество индивидуальных застройщиков (ТИЗ). Ближайшие населённые пункты — деревня Троица и село Свитино.

## История
В «Списке населённых мест» 1862 года — владельческая деревня 1-го стана Подольского уезда Московской губернии по правую сторону старокалужского тракта, в 21 версте от уездного города и 2 верстах от становой квартиры, при реке Моче, с 17 дворами и 125 жителями (64 мужчины, 61 женщина).
По данным на 1899 год — деревня Вороновской волости Подольского уезда с 242 жителями.
В 1913 году — 39 дворов.
По материалам Всесоюзной переписи населения 1926 года — центр Юрьевского сельсовета Вороновской волости Подольского уезда в 3,2 км от Калужского шоссе и 23,5 км от станции Зосимова Пустынь Киево-Воронежской железной дороги, проживало 305 жителей (152 мужчины, 153 женщины), насчитывалось 63 крестьянских хозяйства.
1929—1946 гг. — населённый пункт в составе Красно-Пахорского района Московской области.
1946—1957 гг. — в составе Калининского района Московской области.
1957—1963, 1965—2012 гг. — в составе Подольского района Московской области.
1963—1965 гг. — в составе Ленинского укрупнённого сельского района Московской области.
С 2012 г. — в составе города Москвы.